# Ansonia vidua
Espèce
Ansonia vidua est une espèce d'amphibiens de la famille des Bufonidae.

## Répartition
Cette espèce est endémique du Sarawak en Malaisie. Elle se rencontre dans le parc national Pulong Tau à 2 152 m d'altitude sur le Gunung Murud.

## Description
Les femelles mesurent de 33,5 à 34,4 mm.

## Publication originale
- Hertwig, Min, Haas & Das, 2014 : Dressed in black. A New Ansonia Stoliczka, 1870 (Lissamphibia: Anura: Bufonidae) from Gunung Murud, Sarawak, East Malaysia (Borneo). Zootaxa, no 3814 (3), p. 419–431.